# Харківщенко Ігор Олександрович
Ігор Олександрович Харківщенко (нар. 17 січня 1967, Одеса, УРСР) — радянський, український та російський футболіст, захисник, згодом — тренер.

## Кар'єра гравця
Вихованець футбольної школи одеського «Чорноморця». Перші тренери — Матвій Черкаський та І. Іваненко. У 1983 році розпочав кар'єру в резервній команді «Чорноморця». У 1985 році перейшов до одеського СКА, кольори якого захищав протягом 8-ми років. На початку 1993 року підсилив склад хмельницького «Норд АМ Поділля». Під час зимової перерви сезону 1993/94 років став гравцем рівненського «Вереса», який виступав в еліті українського футболу. Сезон 1995/96 років провів у чернівецькій «Буковині». Влітку 1996 року отримав запрошення від дніпропетровського «Дніпра». Під керівництвом В'ячеслава Грозного Ігор був капітаном команди.
На початку 1998 року виїхав до Росії, де протягом півроку грав у клубі «Газовик-Газпром» (Іжевськ). Влітку 1998 року переїхав до Болгарії, де під керівництвом В'ячеслава Грозного захищав кольори клубу «Левський». Харківщенко розпочинав свої виступи в команді як гравець основного складу, але зігравши 3 матчі в групі «А» решту часу лікував свої травми. У 1999 році перейшов до одвічного ворога «блакитних», софійського ЦСКА. Таким чином захисник став першим легіонером, який встиг зіграти в складі обох столичних грандів болгарського футболу. У складі «армійців» українець не зміг закріпитися й розчарувавши тренерський штаб залишив команду. Після відходу з софійського ЦСКА деякий час виступав у «Ботеві» (Враца). У 2000 році виступав в російському «Металурзі» (Липецьк). Під час зимової перерви сезону 2000/01 років перейшов молдовського клубу «Шериф» (Тирасполь). Після року виступів у Молдові повернувся до України, де виступав в одеських аматорських командах «Ласуня», ІРІК, «Сигнал» та «Іван». У 2005 році завершив кар'єру гравця.

## Кар'єра тренера
По завершенні кар'єри гравця розпочав тренерську діяльність. Спочатку допомагав В'ячеславу Грозному тренувати «Арсенал» (Київ), «Металург» (Запоріжжя) та «Терек» (Грозний). У 2007—2008 роках працював у тренерському штабі южносахалінського «Сахаліна». З січня 2010 року працював на посаді асистента головного тренера овідіопольського «Дністра». З 2013 по 2016 рік працював асистентом головного тренера в ужгородській «Говерлі».
2018 року очолив ужгородський «Минай», який розпочав виступи в другій лізі України. У серпні 2018-го після матчу проти «Вереса» відзначився емоційним сексистським висловлюванням про головного суддю зустрічі Крістіну Козорог: «Якщо жінка не розбирається у футболі, їй треба народжувати дітей. Народжувати дітей, а не судити матчі». ФК «Минай» засудив слова тренера, а також оштрафував його.
31 серпня 2020 керівництво теребовлянської «Ниви» представило футболістам нового головного тренера — Ігоря Харківщенка.

## Досягнення
- Національний дивізіон Молдови
  -  Чемпіон (2): 2001, 2002
- Кубок Молдови
  -  Володар (2): 2001, 2002